# Diaporthe citri
Diaporthe citri är en svampart som beskrevs av F.A. Wolf 1926. Diaporthe citri ingår i släktet Diaporthe och familjen Diaporthaceae.   Inga underarter finns listade i Catalogue of Life.